# Neptuak Mountain
Neptuak Mountain är ett berg i Kanada.   Det ligger i provinsen Alberta, i den centrala delen av landet, 3 000 km väster om huvudstaden Ottawa. Toppen på Neptuak Mountain är 3 241 meter över havet. Neptuak Mountain ingår i Bow Range.
Terrängen runt Neptuak Mountain är huvudsakligen bergig, men söderut är den kuperad.Trakten runt Neptuak Mountain är nära nog obefolkad, med mindre än två invånare per kvadratkilometer.. Närmaste större samhälle är Lake Louise, 14,8 km norr om Neptuak Mountain. 
Trakten runt Neptuak Mountain består i huvudsak av gräsmarker.